# Åbergs museum
Åbergs Museum är ett seriemuseum beläget i Bålsta. Museet grundades av Lasse Åberg 2002 och är inhyst i en ombyggd ladugård från slutet av 1800-talet i närheten av Väppeby gård.
Museet har en av världens främsta samlingar av Disneyföremål, huvudsakligen från 1928–1938. Vidare finns en samling föremål med anknytning till världens första seriefigur, The Yellow Kid, och andra seriefigurer från 1900-talet. Förutom många serieoriginal av bland andra Burne Hogarth, Carl Barks, Robert Crumb, Tove Jansson och Hal Foster kan man även beskåda en hel del serieinfluerad konst av konstnärer som Pablo Picasso, Andy Warhol, Roy Lichtenstein och Jim Dine.